# Гельмут Цільк
Гельмут Цільк (нім. Helmut Zilk; 9 червня 1927, Відень — 24 жовтня 2008, Відень) — австрійський журналіст і політик. Член Соціал-демократичної партії Австрії. У 1983—1984 роках обіймав посаду міністра освіти Австрії, в 1984—1994 роках — бургомістра Відня.

## Біографія
Гельмут Цільк народився в ліберальної сім'ї родом з Богемії. Батько заборонив йому вступити в війська СС. В кінці війни і відразу після неї Гельмут був членом Комуністичної партії Австрії.
Закінчивши Віденський університет, Гельмут Цільк працював в системі вчительської освіти, потім перейшов на роботу на радіо ORF. На початку 1960-х років працював на телебаченні в програмі для школярів, присвяченої можливостям професійної освіти. Гельмут Цільк став засновником «шкільного телебачення» на другому каналі австрійського телебачення.
14 лютого 1979 року бургомістр Відня Леопольд Грац призначив Цілька радником з питань культури. У 1984 році за порадою Граца Цільк балотувався на пост бургомістра Відня і переміг на виборах.
Перебуваючи на посаді бургомістра Цільк відрізнявся увагою до так званим «дрібниць». Цільк проживав в центрі і часто гуляв пішки по Внутрішньому Місту і помічав недоліки в роботі міських служб, а асистент, який супроводжував бургомістра, записував відповідні доручення. На відміну від інших політиків, Цільк цурався «чистої партійної політики».
Важливим напрямком в роботі Цілька було зміцнення відносин з Ізраїлем і єврейським народом. Завдяки Цільку у Відні з'явився Єврейський музей, бургомістр також ініціював створення меморіалу жертвам голокосту на Юденплац у Відні. Вийшовши у відставку, Цільк продовжував залишатися в центрі уваги австрійських засобів масової інформації.
З 1978 року Цільк перебував у третьому шлюбі зі співачкою Дагмар Коллер, від другого шлюбу у Цільке був син.
5 грудня 1993 австрійський терорист Франц Фукс спробував вбити Цілька, якого він вважав символом відкритого світу Відня, відправивши йому бомбу в поштовому відправленні. Цільк отримав серйозне поранення лівої руки і втратив два пальці.
Помер від зупинки серця, перебуваючи на лікуванні в госпіталі Вільгельміни. Похований на Центральному кладовищі у Відні.